# Bellview Airlines

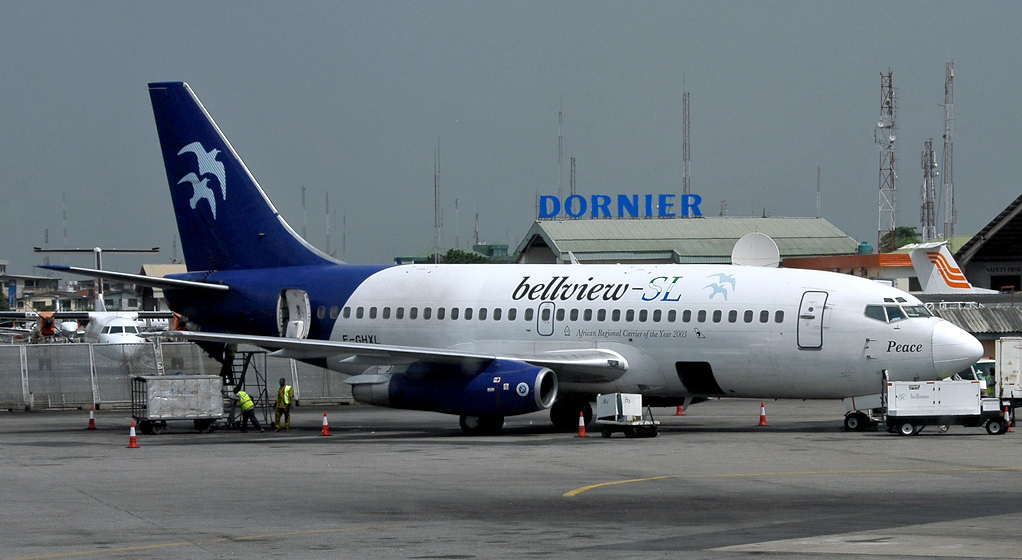
bellview-SL

Bellview Airlines war eine nigerianische Fluggesellschaft mit Sitz in Ikeja, Lagos. Sie betrieb von 1995 bis 2008 mit der Bellview Airlines (S/L) zudem eine Tochtergesellschaft in Sierra Leone.

## Geschichte

### Anfangsjahre 1989 bis 1995
Die Fluggesellschaft entstand 1992 als Tochtergesellschaft des 1989 von Kayode Odukoya gegründeten Reiseunternehmens Bellview Travels Ltd. Zunächst waren nur Charterflüge für Geschäftsreisende geplant. Der Betrieb startete noch im Oktober des Gründungsjahres mit einer von der Balkan Bulgarian Airlines geleasten Jakowlew Jak-40.
Die Charterflüge für den Kunden Chevron-Texaco ebneten den Weg in ein noch erfolgversprechenderes Geschäft. Im Sommer 1993 fiel die Entscheidung, den Betrieb auf regelmäßige Passagierflüge in der Region auszudehnen. Zur Vorbereitung steigerte das Unternehmen seine Mitarbeiterzahl binnen kurzer Zeit auf 165. Im Januar 1994 und Juni 1995 leaste die Gesellschaft jeweils eine Douglas DC-9-32 und taufte die Maschinen auf die Namen „Peace“ und „Faith“(deutsch: „Frieden“ und „Vertrauen“). Die ersten nationalen Passagierflüge starteten nach Abuja und Port Harcourt.
Bis 1996 nahm Bellview Airlines den Dienst auch auf internationalen Strecken auf, wie Abidjan (Elfenbeinküste), Banjul (Gambia), Conakry (Guinea), Freetown (Sierra Leone), Kano (Nigeria) und Nairobi (Kenia), die zunächst unregelmäßig, aber in steigender Frequenz bedient wurden. In Ghana, Gambia und Sierra Leone wurden Büros eingerichtet. Das Reiseunternehmen und die Airline wechselten schon bald die Stellung zueinander, so dass die junge Airline zur Muttergesellschaft und das Reiseunternehmen zur Tochter der Airline geworden war.
Über die Einrichtung eines Büros hinausgehend, einigte sich Bellview Airlines in Sierra Leone mit einer Gruppe lokaler Geschäftsleute auf die Gründung der Bellview Airlines (S/L) als Joint Venture mit Sitz in Freetown. Die Mehrheit der Anteile hielt die Mutter in Lagos. Kayode Odukoya, der 1992 vom Reiseunternehmen zum Geschäftsführer der Airline gewechselt war, übernahm die Geschäftsführerposition bei der Tochter in Sierra Leone noch zusätzlich.

### Expansion 1997 bis 2005
Im Januar 1997 plante die Gesellschaft sich der Aviation Development Corporation (ADC) anzuschließen, die eine Tariferhöhung von 200 % auf Inlandsstrecken durchsetzen wollte. Nachdem das Luftfahrtministerium Nigerias aber mit Startverbot drohte, sahen sich die beiden Unternehmen gezwungen, auf eine weitere Verfolgung solcher Pläne zu verzichten. Ungeachtet dieses Rückschlags bot sich für Bellview Airlines nur wenig später die Gelegenheit, den Sprung vom Regionalflugdienst zum Anbieter transkontinentaler Langstreckenflüge zu schaffen. Die staatliche Nigeria Airways trat mit dem Vorschlag an Bellview Airlines heran, ihre bislang durch ein staatliches Monopol geschützten Strecken nach Mumbai und Amsterdam gemeinsam zu betreiben.
Die finanzielle Situation der staatlichen Nigeria Airways hatte sich schon seit einiger Zeit verschlechtert und es gab – zumindest nach Ansicht britischer Behörden – zunehmend Anlass, an der Sicherheit der Flugzeuge zu zweifeln. Als das Vereinigte Königreich gegen Nigeria Airways ein Landeverbot für den Flughafen London Heathrow verhängte, reagierte die Regierung Nigerias mit einem Verbot der British-Airways-Flüge von London nach Lagos und Kano. Passagiere waren gezwungen, statt des Direktflugs nach Nigeria, nach Accra (Ghana) zu fliegen und ihre Weiterreise nach Lagos oder Kano von dort zu organisieren. Bellview Airlines übernahm im Auftrag der Nigeria Airways deren wöchentlich zweimaligen Liniendienst von Nairobi nach Lagos und leaste kurzfristig eine Douglas DC-10-30 um der staatlichen Airline die wöchentlichen Hin- und Rückflüge nach Rio de Janeiro (Brasilien) abnehmen zu können.
Um einem weiter zunehmenden Kapazitätsmangel bei der staatlichen Airline zu begegnen und durch Luftverkehr wieder Einnahmen in harter Währung ins Land zu holen, kündigte die Regierung Nigerias an, sie werde das Monopol seiner staatlichen Airline auf internationalen Strecken beenden und von allen Bewerbern Anträge entgegennehmen, die künftig Auslandsflüge unternehmen möchten. Bellview Airways hatte kurzfristig keine weiteren Flugzeuge aufzubieten. Im Gegenteil: Die für Rio geleaste DC-10 musste wieder abgegeben werden. Aber schon am 21. November 1997 konnte die Gesellschaft einen geleasten Airbus A300-600R auf Flügen nach Brasilien und Kenia einsetzen und am 10. April 1998 begann das vereinbarte Codesharing mit Nigeria Airways nach Amsterdam, für welches Bellview Airlines auf den Airbus zurückgreifen konnte, den die staatlichen Fluggesellschaft sechs Monate vorher geleast und auf dieser Strecke bereits im Einsatz hatte.
Es folgte ein Codesharing-Abkommen mit Air India und neue Büros in Mumbai, Nairobi und London. Zum wichtigsten internationalen Ziel entwickelte sich der Flughafen London Heathrow. Für die Jahre 2003 und 2004 wurde Bellview Airlines durch das in London ansässige African Aviation Magazine zur „African Regional Airline of the year“, also zur Afrikanischen Regionalfluggesellschaft des Jahres gekürt. Das Unternehmen war auch als eine von drei Fluggesellschaften dafür vorgesehen, ein bereits unterzeichnetes Open-Skies-Abkommen zwischen Nigeria und den Vereinigten Staaten von Amerika umzusetzen.

### Niedergang 2005 bis 2009
Nach einem schweren Flugunfall mit 117 Toten im Oktober 2005 und einer Notlandung nur einen Monat später, folgte der Niedergang. Die Fluggesellschaft hatte mit der Entschädigung der Opfer, mit Flugverspätungen und -streichungen zu kämpfen. Sie scheiterte daran, neue Finanzmittel zu beschaffen, um den Betrieb wieder anzukurbeln. Probleme bei der Wartung der Flugzeuge häuften sich.
Eineinhalb Jahre später setzte die nigerianische Regierung eine Frist bis zum 30. April 2007, bis zu der alle im Land tätigen Fluggesellschaften ihr Kapital aufstocken mussten, um ein Flugverbot zu vermeiden. Man wollte eine Verbesserung der Dienstleistung und vor allem mehr Sicherheit gewährleisten. Bellview Airlines konnte die Kriterien der nigerianischen Zivilluftfahrtbehörde (NCAA) mit Mühe noch erfüllen und wurde wieder für den Betrieb zugelassen.
Im September 2009 kam es bei Bellview Airlines zu einem Streit mit 150 in London gestrandeten Fluggästen. Ein Ersatz-Flugzeug befand sich in der Wartung, aber Bellview war nicht in der Lage die Gebühren zu zahlen und das Flugzeug rechtzeitig zurückzubringen. Die International Air Transport Association (IATA) teilte mit, dass die Fluggesellschaft mit sofortiger Wirkung von der Clearingstelle des Verbandes ausgeschlossen wurde. Im Oktober 2009 musste Bellview Airlines schließlich aufgeben.

## Flotte
Bei Betriebseinstellung:
- 2 Boeing 737-200
- 2 Boeing 767-200

Zuvor eingesetzte Flugzeuge:
- 1 Airbus A300-600
- 3 Boeing 737-200
- 4 Boeing 737-300
- 6 McDonnell Douglas DC-9-30

## Zwischenfälle
- Eine Boeing 737-200 der Fluggesellschaft stürzte am 22. Oktober 2005 auf dem Weg von Lagos nach Abuja kurz nach dem Start ab, dabei kamen alle 111 Passagiere und die sechs Besatzungsmitglieder ums Leben.[10]

- Am 19. Dezember 2005 musste eine Boeing 737 auf dem Flug von Lagos nach Freetown wegen hydraulischer Probleme auf dem Kotoka International Airport in Accra, Ghana, notlanden. Am folgenden Tag verhängten die nigerianischen Behörden ein Flugverbot für alle Bellview-Flüge und setzten die Lizenz der Fluggesellschaft bis zum 22. Dezember 2005 aus.[11]